# Dance alternativo
Dance alternativo ou indie dance (também conhecido como dance underground nos Estados Unidos) é um gênero musical que mistura rock alternativo com música eletrônica. Embora largamente confinado às ilhas britânicas, ganhou exposição estadunidense e mundial através de atos, tais como o New Order em 1980 e The Prodigy na década de 1990.